# Rozwady (gromada)
Rozwady – dawna gromada, czyli najmniejsza jednostka podziału terytorialnego Polskiej Rzeczypospolitej Ludowej w latach 1954–1972.
Gromady, z gromadzkimi radami narodowymi (GRN) jako organami władzy najniższego stopnia na wsi, funkcjonowały od reformy reorganizującej administrację wiejską przeprowadzonej jesienią 1954 do momentu ich zniesienia z dniem 1 stycznia 1973, tym samym wypierając organizację gminną w latach 1954–1972.
Gromadę Rozwady z siedzibą GRN w Rozwadach utworzono – jako jedną z 8759 gromad na obszarze Polski – w powiecie opoczyńskim w woj. kieleckim, na mocy uchwały nr 13g/54 WRN w Kielcach z dnia 29 września 1954. W skład jednostki weszły obszary dotychczasowych gromad Budy, Rozwady i Snarki ze zniesionej gminy Krzczonów, Huta Dąbrowska ze zniesionej gminy Drzewica oraz Stefanów i Kotfin ze zniesionej gminy Stużno w tymże powiecie. Dla gromady ustalono 12 członków gromadzkiej rady narodowej.
Gromadę zniesiono 31 grudnia 1959, a jej obszar włączono do gromad Kamienna Wola (wieś Kotfin, kolonie Kotfin A, Kotfin B, Kotfin C, Podbródek, Hieronimów i Edwardów) i Kraszków (wsie Budy, Rozwady, Bochenka, Bród, Drynia, Alfredów, Snarki i Stefanów, kolonie Puszcza Rozwadzka, Lelitek i Huta Dąbrowska, osadę Brzuśnia i parcelację Alfredów).